# Esqui cross-country nos Jogos Olímpicos de Inverno de 2002 - 15 km clássico masculino
A competição de 15 km estilo clássico masculino do esqui cross-country nos Jogos Olímpicos de Inverno de 2002 ocorreu no dia 12 de fevereiro no Soldier Hollow.

## Medalhistas
| Ouro   | EST Andrus Veerpalu |
| Prata  | NOR Frode Estil     |
| Bronze | EST Jaak Mae        |

## Resultados
| Posição           | Atleta                      | Tempo   |
| ----------------- | --------------------------- | ------- |
| Medalha de ouro   | EST Andrus Veerpalu         | 37:07.4 |
| Medalha de prata  | NOR Frode Estil             | 37:43.4 |
| Medalha de bronze | EST Jaak Mae                | 37:50.8 |
| 4                 | NOR Anders Aukland          | 38:08.3 |
| 5                 | SWE Per Elofsson            | 38:10.8 |
| 6                 | NOR Erling Jevne            | 38:13.6 |
| 7                 | RUS Vitaly Denisov          | 38:17.9 |
| 8                 | SWE Magnus Ingesson         | 38:38.5 |
| 9                 | SUI Reto Burgermeister      | 38:49.2 |
| 10                | RUS Sergey Novikov          | 38:49.3 |
| 11                | RUS Mikhail Ivanov          | 38:51.3 |
| 12                | USA John Bauer              | 38:55.7 |
| 13                | BLR Roman Virolaynen        | 39:02.4 |
| 14                | GER Axel Teichmann          | 39:05.3 |
| 15                | GER Andreas Schlütter       | 39:19.2 |
| 16                | USA Patrick Weaver          | 39:24.4 |
| 17                | SWE Urban Lindgren          | 39:24.8 |
| 18                | KAZ Andrey Golovko          | 39:28.1 |
| 19                | JPN Masaaki Kozu            | 39:28.3 |
| 20                | NOR Odd-Bjørn Hjelmeset     | 39:31.4 |
| 21                | SVK Ivan Bátory             | 39:32.0 |
| 22                | USA Kris Freeman            | 39:34.3 |
| 23                | AUT Alexander Marent        | 39:36.2 |
| 24                | SVK Martin Bajčičák         | 39:39.4 |
| 25                | RUS Vasily Rochev           | 39:42.1 |
| 26                | ITA Freddy Schwienbacher    | 39:44.9 |
| 27                | SWE Morgan Göransson        | 39:45.7 |
| 28                | ITA Cristian Saracco        | 39:48.4 |
| 29                | CZE Jiří Magál              | 39:48.6 |
| 30                | FIN Kuisma Taipale          | 39:50.3 |
| 31                | ITA Fulvio Valbusa          | 39:50.6 |
| 32                | UKR Roman Leibiuk           | 39:50.9 |
| 33                | GER Jens Filbrich           | 39:57.0 |
| 34                | CZE Petr Michl              | 40:00.2 |
| 35                | ITA Giorgio Di Centa        | 40:22.6 |
| 36                | JPN Hiroyuki Imai           | 40:27.1 |
| 37                | KAZ Denis Krivushkin        | 40:27.7 |
| 38                | JPN Hiroshi Kudo            | 40:29.9 |
| 39                | LTU Ričardas Panavas        | 40:31.0 |
| 40                | EST Meelis Aasmäe           | 40:31.2 |
| 41                | AUT Gerhard Urain           | 40:38.0 |
| 42                | KAZ Pavel Ryabinin          | 41:03.2 |
| 43                | FIN Karri Hietamäki         | 41:13.6 |
| 44                | KAZ Igor Zubrilin           | 41:15.5 |
| 45                | CZE Milan Šperl             | 41:16.7 |
| 46                | CAN Donald Farley           | 41:26.6 |
| 47                | BLR Aleksandr Shalak        | 41:44.5 |
| 48                | BLR Nikolay Semenyako       | 41:48.0 |
| 49                | LAT Juris Ģērmanis          | 41:50.1 |
| 50                | JPN Katsuhito Ebisawa       | 41:51.4 |
| 51                | BLR Aleksey Tregubov        | 42:00.7 |
| 52                | LTU Vladislavas Zybaila     | 42:07.9 |
| 53                | FIN Ari Palolahti           | 42:10.7 |
| 54                | USA Lars Flora              | 42:11.5 |
| 55                | GER Peter Schlickenrieder   | 42:34.0 |
| 56                | CHN Han Dawei               | 42:34.5 |
| 57                | EST Priit Narusk            | 43:03.2 |
| 58                | CRO Denis Klobučar          | 43:45.0 |
| 59                | LTU Vadim Gusevas           | 43:56.2 |
| 60                | BUL Ivan Bayrakov           | 45:41.2 |
| 61                | CRO Damir Jurčević          | 45:49.6 |
| 62                | KOR Park Byeong-Ju          | 45:51.4 |
| 63                | MGL Jargalyn Erdenetülkhüür | 45:54.7 |
| 64                | KOR Choi Im-Heon            | 46:13.3 |
| 65                | GRE Lefteris Fafalis        | 46:17.9 |
| 66                | ARM Aram Hadzhiyan          | 46:42.9 |
|                   | BUL Slavcho Batinkov        | DNF     |

Legenda
| Recorde mundial      | Recorde mundial (World record)               |                       | Recorde africano                      | Recorde africano (African) |                                           | Q | Classificado por posição (Qualified) |
| Recorde olímpico     | Recorde olímpico (Olympic record)            | Recorde da América    | Recorde da América (Americas)         | q                          | Classificado por melhor tempo (Qualified) |   |                                      |
| Melhor marca do ano  | Melhor marca do ano (World leading)          | Recorde asiático      | Recorde asiático (Asian)              | DNS                        | Não largou (Did not start)                |   |                                      |
| Recorde nacional     | Recorde nacional (National record)           | Recorde europeu       | Recorde europeu (European)            | DNF                        | Não terminou (Did not finish)             |   |                                      |
| Recorde pessoal      | Recorde pessoal do atleta (Personal best)    | Recorde da Oceania    | Recorde da Oceania (Oceania)          | DSQ / DQ                   | Desclassificado (Disqualified)            |   |                                      |
| Recorde da temporada | Recorde da temporada do atleta (Season best) | Recorde sul-americano | Recorde sul-americano (South America) | NM                         | Sem marca (No mark)                       |   |                                      |